# Amelita Baltar
Pour les articles homonymes, voir Baltar (homonymie).
María Amelia « Amelita » Baltar (née le 24 septembre 1940 à Buenos Aires) est une chanteuse argentine.

## Biographie
Elle naît dans le quartier aisé de Barrio Norte, à Buenos Aires et grandit à la campagne à Junín, dans la province de Buenos Aires.
Baltar suit une formation d'enseignant au collège catholique La Annunziata. Elle prend des cours de guitare auprès de Vicente Di Giovanni et des cours de chant auprès de María Contreras. À vingt-deux ans, elle devient membre du groupe folk Quinteto Sombras, avec lequel elle enregistre plusieurs disques avant de sortir son premier album solo en 1968, avec lequel elle remporte le premier prix au Festival del Disco de Mar del Plata.
La même année, elle est découverte par Astor Piazzolla qui l'invite à jouer dans son opéra María de Buenos Aires composé avec Horacio Ferrer. Ce travail est le début d’une union longue et fructueuse. Elle crée plus de 30 œuvres écrites par eux, marquant une époque historique de la musique populaire argentine atteignant son point culminant avec Balada para un loco. Amelita devient la muse, l'interprète et la complice d'Astor Piazzolla. Elle le suit dans ses tournées internationales. Ils s'installent à Rome à 1974 puis se séparent en 1975. Baltar revient vivre en Argentine.
En 1973, elle réalise le spectacle Tres Mujeres para el Show avec Susana Rinaldi et Marikena Monti avec un grand succès en Argentine. Au cours des années suivantes, elle se produit en Amérique latine et en Europe lors de concerts, de festivals et à la télévision. Elle enregistre en 1978 un album de tangos traditionnels au Brésil. En 1980, elle apparaît dans la comédie musicale El Club, et quelques années plus tard dans un spectacle de tango rock sur la musique d'Alberto Favero à Sao Paulo et Buenos Aires.
En 1992, elle célèbre son trentième anniversaire de chanteuse avec le concert Amelitango. En 1996, elle chante dans le spectacle Tangamente, inspiré de sa propre carrière, qui est joué l'année suivante au Théâtre Municipal de São Paulo et au Théâtre National de Brasilia.

## Discographie
- 1968: Para usted... - CBS
- 1969: Maria de Buenos Aires
- 1970: Piazzolla y Ferrer - CBS
- 1971: La bicicleta blanca - CBS
- 1972: Piazzolla, Baltar, Ferrer
- 1973: Cantándole a mi tierra - RCA
- 1975: Amelita Baltar - Ariola
- 1982: Amelita Baltar - Interdisc S.A.
- 1989: Como nunca
- 1992: Tango de la casa columbia - Sony Music
- 1993: Tangamente
- 1994: Amelita Baltar - EPSA Music
- 1995: Baltar com Piazzolla - EDICIÓN BRASIL
- 1998: Astor Piazzolla Colección - EDICIÓN ALEMANIA
- 1998: Piazzolla & Amelita Baltar - BELLA MUSICA
- 1999: Leyendas
- 1999: Referencias
- 2000: De todos los tangos - WARNER MUSIC ARGENTINA S.A.
- 2001: Amelita de todos los tangos
- 2004: Balada para un loco - MILAN SUR
- 2012: El nuevo rumbo - RANDOM
- 2012: Amelita Baltar - Horacio Molina - Nosotros - En vivo - EPSA MUSIC
- 2015: Amelita Baltar canta Vinicius y Piazzolla - Bossa & Tango - Acqua Records